# Oscar Filho

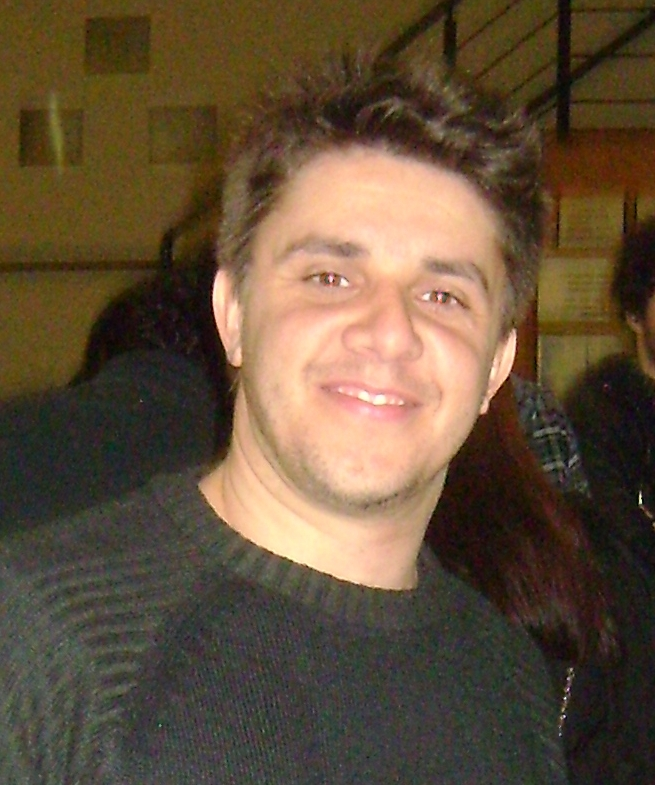
Oscar Filho, 2011

Oscar Filho, Pseudonym von Oscar Francisco de Moraes Junior (* 22. August 1978 in Atibaia) ist ein brasilianischer Komiker, Schauspieler und Schriftsteller.

## Leben
Er gilt als einer der Wegbereiter der Stand-up-Comedy in Brasilien und gründete 2005 in São Paulo den „Clube da Comédia Stand-Up“. Er debütierte 2008 mit seinem Stand-up-Monolog „Putz Grill...“, den er 11 Jahre lang aufführte, und veröffentlichte ihn 2022 auf einem Album. Er hat an zahlreichen Stand-up-Comedy-Programmen und Dokumentationen sowohl für das brasilianische Fernsehen als auch für das Internet teilgenommen und 2014 sein erstes Buch „Autobiografia Não Autorizada“ mit einem Vorwort von Danilo Gentili veröffentlicht, das zum Thema seines zweiten Stand-up wurde Comedy-Monolog mit dem Titel „Alto - Biografia Não Autorizada“ im Jahr 2020.
Er debütierte 2008 im Fernsehen mit der Sendung „CQC – Custe o Que Custar“, drehte dann ein Special für den Comedy-Central-Kanal, nahm an der Reality-Survival-Show „Desafio Celebridades“ auf dem Discovery Channel und an den Sitcoms „Aí Eu Vi Vantagem“ und „Xilindró“ teil auf dem Multishow-Kanal. Anschließend nahm er an der Sendung Tá no Ar auf TV Globo teil und trat in der vierten Staffel von „Dancing Brasil“ auf RecordTV und in der Dokumentarserie „Era Uma Vez Uma História“. Als Moderator präsentierte er „Programa da Maisa“ auf SBT und FOX.
2022 beendete er die Dreharbeiten zu dem von Paramount+ und KondZilla produzierten Film „Escola de Quebrada“ und der ebenfalls von Paramount+ produzierten Serie „Marcelo Marmelo Martelo“.